# L'Académie Mira
L'Académie Mira est une émission de télévision documentaire canadienne en quatre épisodes de 48 minutes produite par Quiet Motion en collaboration avec la Fondation Mira, et diffusée du 14 mars au 4 avril 2019 sur la chaîne Unis TV.

## Synopsis
La série dévoile les dessous de l’entraînement de cinq chiens guides et accompagnateurs de la Fondation Mira. Cette incursion dans leur école d’entraînement montre le parcours que traverse chaque chien. D’abord, dans sa jeunesse, un chien Mira est placé dans une famille d’accueil qui lui permet de s’acclimater à la proximité avec les humains et les environnements dans lesquels ils évoluent. Il poursuit ensuite son entraînement rigoureux de 3 à 6 mois en compagnie d’entraîneurs patients, disciplinés et dévoués afin de pouvoir aider par la suite un nouveau maître, une personne ayant certaines difficultés ou un handicap (une personne non-voyante par exemple), une fois la formation terminée.

## Épisodes
Chaque épisode se concentre sur une étape du développement des chiens et les défis qu'ils rencontrent avec leurs entraîneurs au quotidien.
1. Cet épisode présente les premières années des chiens dans des familles d’accueil et le début de leur entraînement à l’académie.
2. Les chiens évoluent dans différents programmes que ce soit dans le programme TSA (pour aider les gens ayant un trouble du spectre de l'autisme), de chiens guides ou encore de chiens d’assistance.
3. L’entraînement des chiens se poursuit avec des hauts et des bas. L’épisode s’attarde à un cas plus particulier, Pietro, qui est entraîné pour accompagner un non-voyant qui est aussi atteint de spina bifida.
4. Les chiens ont complété leurs formations et rencontrent leurs nouveaux maîtres non-voyants.

## Les diplômés Mira
Une suite a été produite 2020. Celle-ci se nomme Les diplômés Mira. Elle permet au spectateur de voir et d'en connaître un peu plus sur le quotidien des chiens entraînés par l'organisme Mira, lorsqu'ils sont au travail et qu'ils accompagnent des personnes souffrant de différents handicaps. La série met en valeur la relation entre les chiens et leurs nouveaux maîtres ainsi que, parfois, leurs difficultés à s'adapter à leur nouveau travail.